# Calamus campechanus
Calamus campechanus е вид бодлоперка от семейство Sparidae.

## Разпространение и местообитание
Видът е разпространен в Мексико и Никарагуа.
Среща се на дълбочина от 11 до 18 m.

## Описание
На дължина достигат до 21 cm.